# Jovanka Houska
Jovanka Houska (ur. 10 czerwca 1980 w Londynie) – angielska szachistka, arcymistrzyni od 2000, posiadaczka tytułu mistrza międzynarodowego od 2005 roku.

## Kariera szachowa
W latach 1988–2000 wielokrotnie reprezentowała Anglię na mistrzostwach świata i Europy juniorek w różnych kategoriach wiekowych, trzykrotnie zdobywając medale: złoty (Avilés 2000 – ME do 20 lat) oraz dwa brązowe (Fond du Lac 1990 – MŚ do 10 lat i Erywań 1998 – ME do 10 lat). Od końca lat 90. XX wieku należy do ścisłej czołówki szachistek swojego kraju, pomiędzy 1998 a 2010 r. uczestniczyła we wszystkich w tym okresie rozegranych siedmiu szachowych olimpiadach (w tym 3 razy na I szachownicy), była również siedmiokrotną (w latach 1999–2011) uczestniczką drużynowych mistrzostw Europy (czterokrotnie na I szachownicy), największy sukces odnosząc w 2001 r. w León, gdzie angielskie szachistki zdobyły brązowe medale. W 2006 r. zakwalifikowała się do rozegranego w Jekaterynburgu pucharowego turnieju o mistrzostwo świata, w I rundzie zwyciężając Almirę Skripczenko, ale w II przegrywając (po dogrywce) z Qin Kanying. Czterokrotnie (2008, 2009, 2010, 2011) zdobyła złote medale indywidualnych mistrzostw Wielkiej Brytanii.
W 1998 r. wystąpiła w międzypaństwowym meczu przeciwko szachistkom Niemiec i uzyskała najlepszy wynik spośród wszystkich uczestniczek (9 pkt w 10 partiach). W 1999 r. zwyciężyła w otwartym turnieju w Klatovym oraz podzieliła II m. (za Monicą Calzettą Ruiz, wspólnie z Marią Niepieiną-Leconte) w turnieju strefowym rozegranym w Saint-Vincent. W 2004 i 2005 r. dwukrotnie zajęła XII m. w indywidualnych mistrzostwach Europy kobiet. W 2007 r. zwyciężyła (wspólnie z Antoanetą Stefanową) w odrębnej klasyfikacji kobiet w turnieju Gibraltar Chess Festival oraz podzieliła II m. (za PIą Cramling, wspólnie z Lelą Dżawachiszwili) w turnieju MonRoi International Women's Grand-Prix Final w Montrealu. W 2008 r. podzieliła II m. (za Natašą Bojković, wspólnie z Swietłaną Matwiejewą i Swietłaną Pietrenko) w Belgradzie, natomiast w 2009 r. podzieliła II m. (za Jonem Hammerem, wspólnie z Markiem Hebdenem i Simonem Williamsem) w otwartym turnieju London Chess Classic Open w Londynie.
Najwyższy ranking w dotychczasowej karierze osiągnęła 1 lipca 2010 r., z wynikiem 2433 punktów zajmowała wówczas 51. miejsce na światowej liście FIDE, jednocześnie zajmując 2. miejsce (za Harriet Hunt) wśród angielskich szachistek.
Jest autorką kilku książek poświęconych szachowym debiutom.

## Wybrane publikacje
- Play the Caro-Kann: A Complete Chess Opening Repertoire Against 1 e4, Everyman Chess, 2007, ISBN 1-85744-434-5
- Starting Out: The Scandinavian, Everyman Chess, 2009, ISBN 1-85744-582-1
- Dangerous Weapons: The Caro-Kann: Dazzle Your Opponents!, Everyman Chess, 2010, ISBN 1-85744-635-6 (wspólnie z Johnem Emmsem i Richardem Palliserem)